# حزب الشعب (مصر)
حزب الشعب هو حزب إسلامي في مصر وهو جزء من التحالف الوطني لدعم الشرعية.

## التاريخ
في 8 أكتوبر 2012، اقترحت الجبهة السلفية المصرية إنشاء حزب سياسي جديد، يسمى حزب الشعب. تأسس الحزب في 20 أكتوبر 2012. وبحسب الناطق الرسمي باسم الحزب أحمد مولانا، فإن حزب الشعب سيتعامل مع القضايا التي يرى أنها مهملة من قبل الأحزاب الإسلامية الأخرى، مثل «حقوق النوبيين، وكذلك حقوق الفلاحين والعمال».

## البرنامج السياسي
حزب الشعب يعطي الأولوية للسعي لتحقيق العدالة والهوية. لا يتم تقدير الأفراد والجماعات التي تفرط في استخدام الموارد الحكومية. الهوية أمر بالغ الأهمية، مع التركيز بشكل خاص على الاستقلال الثقافي والاقتصادي والسياسي. يتم تشجيع التعليم المدعوم. دعم فلسطين في الصراع الإسرائيلي الفلسطيني هو بند إضافي لبرنامج الحزب.